# Andy Kaufman
Andy Kaufman, pseudonimo di Andrew Geoffrey Kaufman (New York, 17 gennaio 1949 – Los Angeles, 16 maggio 1984), è stato un comico e attore statunitense.
Uno dei più famosi interpreti del cosiddetto anti-humor; lo stesso Andy Kaufman odiava la definizione di "comico" che gli veniva attribuita, definendosi "song and dance man" (traducibile più o meno come "uomo che canta e balla", anche se la traduzione in italiano non rende l'idea della sfumatura corretta, più vicina a showman), e ripetendo di non aver mai raccontato una barzelletta in vita sua.

## Biografia
Andy nacque in una famiglia di origine ebrea, primo dei tre figli di Janice Bernstein, casalinga ed ex modella, e di Stanley Kaufman, assicuratore. Aveva un fratello più piccolo di nome Michael, spesso utilizzato nei suoi spettacoli, e una sorella di nome Carol.

### Gli inizi
Laureatosi nel 1971 al Grahm Junior College, Kaufman attirò per la prima volta l'attenzione del pubblico grazie ad un personaggio chiamato semplicemente "Foreign Man", ovvero "Straniero", all'inizio degli anni settanta.
Lo "Straniero", che asseriva di provenire da Caspiar, un'isola del Mar Caspio affondata, appariva sul palco di diversi cabaret, presentandosi apparentemente impacciato e timido, iniziando il numero in maniera goffa, con una brutta imitazione di un qualche personaggio famoso (Archie Bunker, Richard Nixon e altri ancora). Per esempio, avrebbe potuto dire (con un accento stridulo e buffo): «Vorrei imitare Mister Carter, il Presidente degli Stati Uniti d'America», dopo di che, con la stessa voce e la stessa espressione, avrebbe detto: «Salve, io sono Mister Carter, il Presidente degli Stati Uniti d'America. Grazie moltissimo». Il pubblico a questo punto si trovava spiazzato, diviso tra la rabbia di trovarsi davanti ad una così brutta interpretazione, e la simpatia per lo Straniero senza speranza, che in alcuni casi scoppiava anche a piangere sul palco.
Dopo la prima imitazione lo "Straniero" dichiarava di volersi esibire in una seconda imitazione, quella di Elvis Presley. Questa seconda interpretazione, però, si sarebbe rivelata totalmente diversa dalla precedente, con tanto di travestimento, e talmente perfetta (anche nel canto) che lo stesso Elvis all'epoca la giudicò come la sua preferita. Il pubblico capiva quindi di essere stato preso in giro, una situazione che sarebbe diventata il vero marchio di fabbrica di Kaufman. Grazie a questo personaggio Andy venne notato dal celebre manager George Shapiro.

### Latka

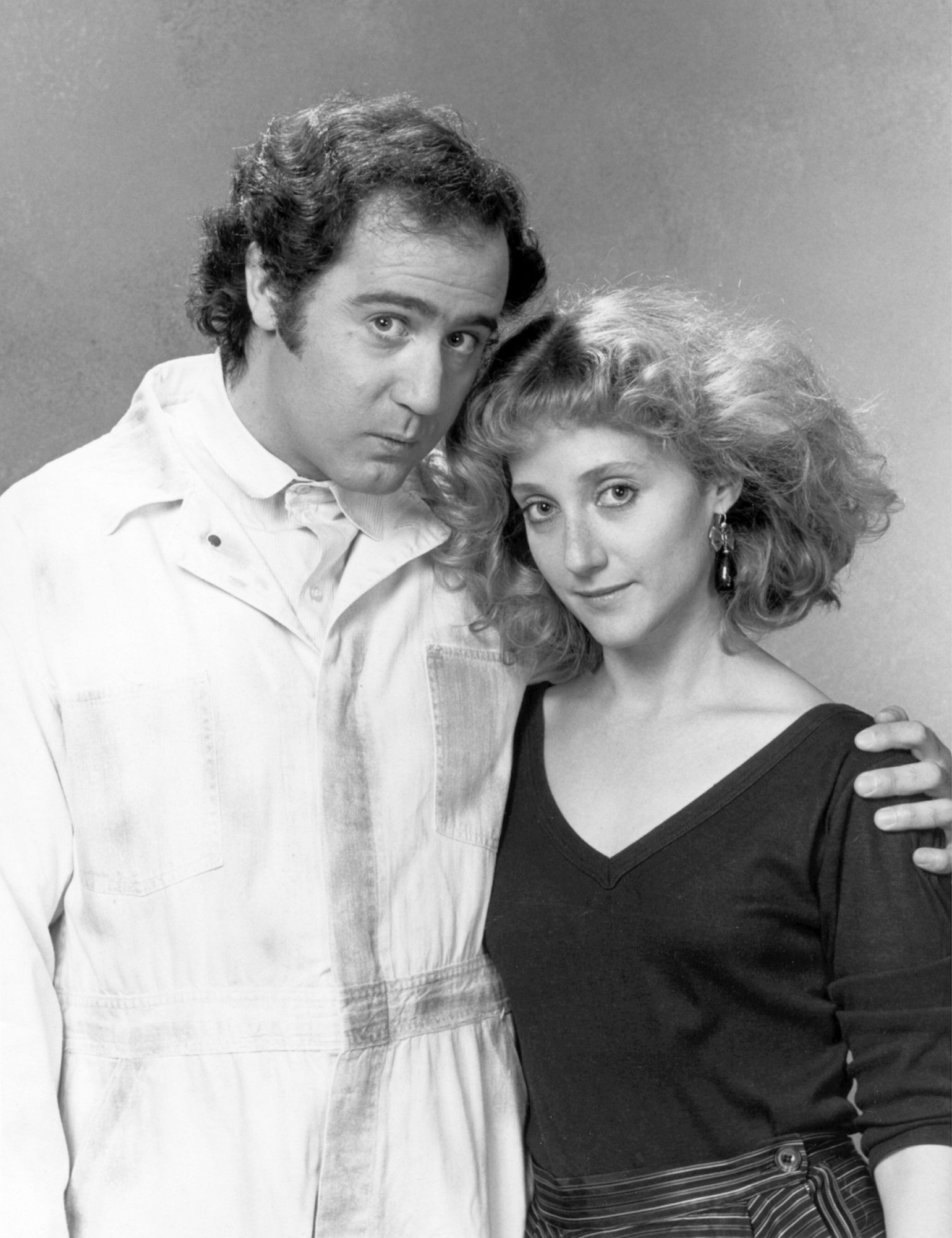
Kaufman e Carol Kane (1982)

Kaufman riprese il personaggio dello "Straniero" per la sitcom Taxi nel 1978, cambiandone il nome in "Latka Gravas". Kaufman odiava le sitcom e non voleva assolutamente parteciparvi, ma accettò il ruolo solo grazie alle insistenze di Shapiro, ponendo al contempo molte condizioni alla produzione. Il suo personaggio venne creato con un disturbo da personalità multipla, così da permettere a Kaufman di interpretare non un solo ruolo, ma più personaggi.
Parallelamente, durante alcuni spettacoli, capitò che il pubblico chiedesse insistentemente a Kaufman di interpretare il personaggio di "Latka". Per tutta risposta Kaufman annunciava che invece avrebbe letto Il grande Gatsby di Francis Scott Fitzgerald. Il pubblico, divertito, pensava fosse l'ennesimo scherzo, per scoprire poi che in realtà Kaufman, seccato dalla richiesta e non volendo essere ricordato semplicemente come "Latka", era completamente serio, e avrebbe letto il libro per tutta la durata dello spettacolo.

### Tony Clifton

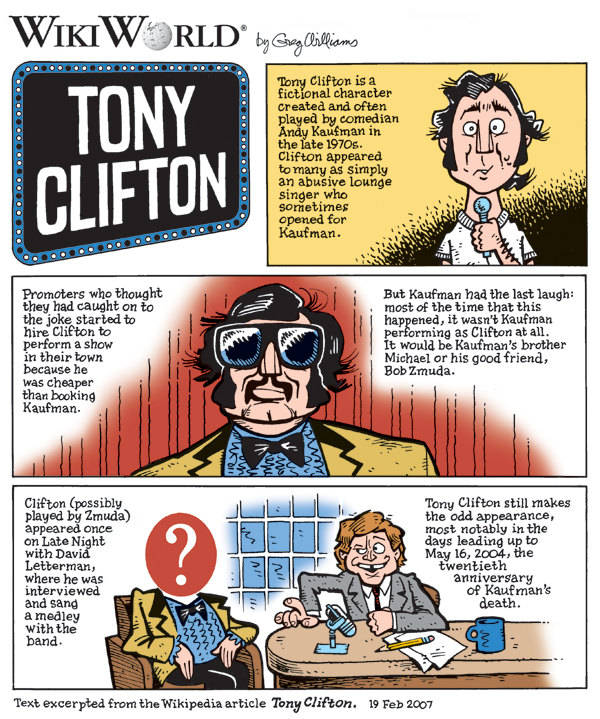
Un fumetto su Tony Clifton

Il secondo personaggio più celebre di Kaufman sarebbe diventato Tony Clifton, un presunto cantante di Las Vegas. Clifton apriva gli spettacoli di Kaufman e, in alcuni casi, teneva dei propri spettacoli e concerti.
Il personaggio venne impersonato non solo da Kaufman, ma alcune volte anche da suo fratello Michael o dall'amico e collaboratore Bob Zmuda. Per questo motivo, per un certo periodo di tempo non fu chiaro a tutti che Clifton non fosse una vera persona. Kaufman, come suo solito, si divertiva ad ingannare il pubblico, apparendo insieme a Clifton interpretato dal fratello o da Zmuda. Successe anche che alcuni giornalisti intervistassero Clifton come colui che apriva gli spettacoli di Kaufman. Quando gli veniva fatto il nome di quest'ultimo, Clifton puntualmente si arrabbiava e cominciava a urlare e inveire contro Kaufman, accusandolo di arricchirsi alle sue spalle, sfruttando il suo nome, e ribadendo che erano due persone distinte.
Clifton venne, come condizione posta da Kaufman, assunto per alcune apparizioni in Taxi, ma si fece licenziare dopo aver creato confusione sul set, spaccando e tirando oggetti, e dovette essere scortato fuori dagli studi della ABC dalle guardie della sicurezza. L'incidente si guadagnò ampi spazi sui giornali, per la popolarità che la sitcom e i suoi interpreti avevano guadagnato, rendendo Kaufman felice vedendo la sua creatura trattata come un personaggio vero e proprio.

### Carnegie Hall: lo show "latte e biscotti"
Il 26 aprile 1979, Kaufman apparve alla Carnegie Hall con una rinnovata esibizione che includeva i suoi personaggi abituali, tra cui lo Straniero e la sua personificazione di Elvis. Ma lo spettacolo riservò parecchie sorprese.
All'inizio della performance Kaufman invitò sua nonna a guardare lo spettacolo da una sedia che lui aveva posizionato a fianco del palco. Alla fine dello spettacolo la signora si alzò in piedi, si tolse la maschera e rivelò al pubblico la sua vera identità, ovvero Robin Williams travestito. Kaufman fece recitare anche un'anziana donna, Eleanor Cody Gould, che finse di avere un infarto e di morire sul palcoscenico; dopo che un dottore presente tra il pubblico ne ebbe confermato la morte, Kaufman riapparve sul palco con un cappello da nativo americano e, simulando una danza sopra il suo corpo, ne portò a termine la resurrezione. Questo show divenne molto famoso perché alla fine dello spettacolo Kaufman invitò tutto il pubblico a recarsi nei 35 pullman all'esterno, che li avrebbero portati in un edificio vicino dove avrebbe offerto a tutti "latte e biscotti" (milk and cookies). Egli invitò poi chiunque fosse stato interessato a conoscerlo a raggiungerlo il mattino seguente sul traghetto di Staten Island, dove sarebbe continuato lo spettacolo.
Questo tipo di intrattenimento, non stand-up comedy, è ciò per cui Andy Kaufman diventò famoso nonostante già fosse conosciuto per Taxi.

### La Casa dei Giochi di Andy
Come parte del programma Taxi, la ABC diede a Kaufman uno speciale televisivo, chiamato La Casa dei Giochi di Andy (Andy's Funhouse). Questo special fu registrato nel 1977, ma non si poté vedere fino all'agosto del 1979 sulla ABC.

### Campione del Mondo di Wrestling Inter-Genere

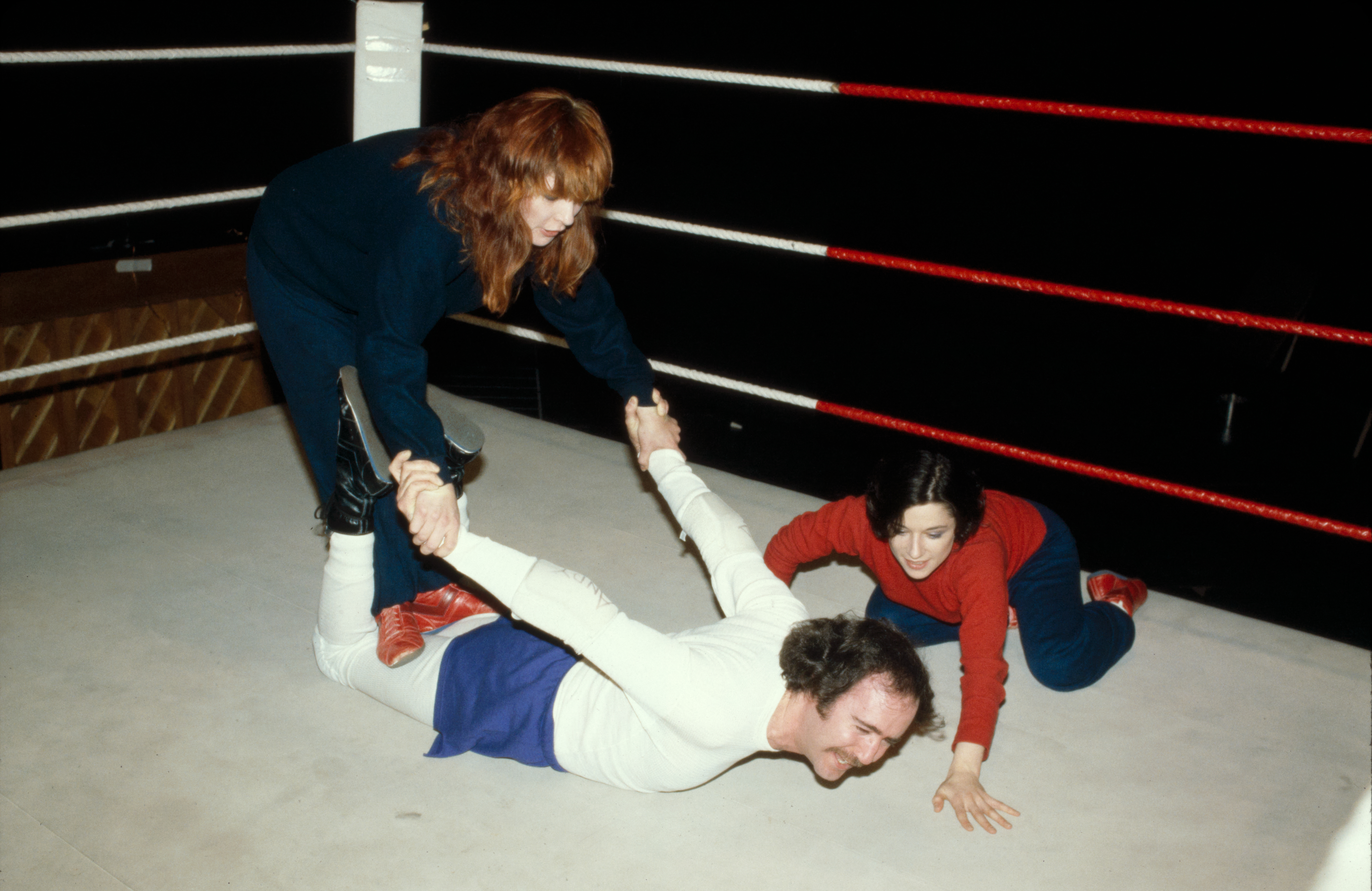
Kaufman "contro" Debbie Harry (1983)

Kaufman crebbe con una grande ammirazione per i wrestler professionisti e il mondo fantastico che li circondava, finto, ma allo stesso tempo vero agli occhi degli spettatori. Per un breve periodo, Kaufman iniziò a sfidare delle donne in combattimenti (reali) di wrestling durante i suoi spettacoli, autoproclamandosi "Campione del Mondo di Wrestling Inter-Genere" ("Inter-Gender Wrestling Champion of the World"). Offrì 1.000 dollari di premio alla donna che fosse stata in grado di batterlo.

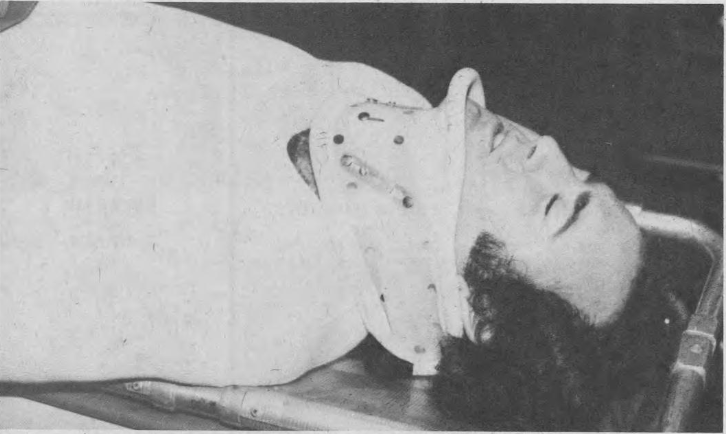
Kaufman infortunato al collo dopo un piledriver di Jerry Lawler (1982)

Più tardi, dopo una sfida lanciatagli dal campione di wrestling Jerry Lawler, Kaufman per la prima volta si presentò sul ring (a Memphis, Tennessee) per combattere contro un uomo, lo stesso Lawler. Andy riuscì a sconfiggere Lawler, ma solo per squalifica. La sfida di Lawler proseguì con un falso infortunio al collo per Kaufman e una famosa rissa improvvisata durante il Late Night with David Letterman. Kaufman fece dieci apparizioni agli show mattutini e serali di David Letterman, in uno dei quali dichiarò di essere senzatetto chiedendo soldi al pubblico, mentre in un'altra occasione parlò dei suoi tre figli adottivi, che si rivelarono essere tre afroamericani adulti. Kaufman fece anche alcune leggendarie apparizioni allo show della NBC Saturday Night Live, nei quali provocò la platea parlando del suo combattere contro le donne. Il pubblico del Saturday Night Live votò in seguito di bandirlo dal programma, e non si seppe mai se quello fu uno sketch o no.
Per alcuni mesi dopo il presunto infortunio al collo provocatogli da Lawler, Kaufman si presentò in pubblico indossando un collare ortopedico, insistendo che il suo infortunio era stato molto più grave di quanto sembrasse. Kaufman continuò a difendere il titolo Inter-Gender Championship al Mid-South Coliseum offrendo anche un premio extra, oltre ai 1,000 dollari: se fosse stato sconfitto, avrebbe sposato la donna che lo aveva battuto e in aggiunta si sarebbe rasato a zero la testa.
Solo dieci anni dopo la morte di Kaufman, venne fuori che tutta la faida e i match di wrestling erano stati una messa in scena, e che Kaufman e Lawler in realtà erano amici.
La figura di Kaufman finì per essere indelebilmente associata al mondo del wrestling in virtù del suo feud con Jerry Lawler e nel 2002 egli divenne un personaggio giocabile nel videogioco Legends of Wrestling II e nel suo seguito del 2004 Showdown: Legends of Wrestling. Nel 2008 la Jakks Pacific produsse un'action figure di Kaufman per la sua linea WWE Classic Superstars. Infine, il 20 marzo 2023 Kaufman è stato introdotto nella WWE Hall of Fame, presentato da Jimmy Hart.

### Fridays
Nel 1981 Kaufman fece alcune memorabili apparizioni a Fridays, un varietà della ABC simile al Saturday Night Live. La sua prima apparizione allo show fu la più memorabile. Durante uno sketch ambientato in un ristorante, Kaufman uscì dal personaggio e rifiutò di recitare la propria parte. Gli altri comici erano imbarazzati dalla posizione nella quale Kaufman li aveva messi durante uno show dal vivo. Come risposta Michael Richards uscì dallo sguardo della telecamera, per poi tornare con i cartelli sui quali erano scritte le battute, per poterli sbattere sul tavolo davanti a Kaufman. Andy rispose rovesciando su Richards un bicchier d'acqua. Un assistente di scena entrò sul palco, scatenando una rissa prima che il regista riuscisse a mandare la pubblicità. L'intero incidente fu apparentemente una gag ideata dallo stesso Kaufman, ma non fu mai chiaro chi ne fosse al corrente (se qualcuno lo era) e chi no. Comunque, la settimana successiva, Kaufman fece un videomessaggio di scuse per il pubblico. Più tardi nello stesso anno, Kaufman ritornò a presentare lo show Fridays, e ad un certo punto invitò sul palco la cantante gospel Kathie Sullivan per cantare insieme a lui, e annunciò che loro due si sarebbero presto sposati parlando al pubblico della sua rinnovata fede in Gesù. Ovviamente, anche questo era uno scherzo.

### Incidente dello sketch di Elvis alSaturday Night Live
Il 30 gennaio 1982, durante una puntata del Saturday Night Live, mentre stava imitando Elvis Presley in uno sketch, Kaufman uscì dal personaggio togliendosi la parrucca e scusandosi con il pubblico.
Kaufman spiegò le sue motivazioni il 17 febbraio 1982 al Late Night with David Letterman. Disse di avere interrotto lo show perché non era d'accordo con il modo nel quale Presley veniva rappresentato nello sketch, che vedeva Elvis dire a due giovani ragazze tra il pubblico di aspettarlo nel backstage, dove avrebbero lottato nel fango in topless per lui. Kaufman, grande fan di Elvis, disse che inizialmente aveva declinato di partecipare allo sketch ma aveva dovuto cedere perché aveva ricevuto pressioni dall'alto. Egli raccontò inoltre che lo staff del SNL aveva minacciato di rovinare la sua reputazione nell'industria dello spettacolo se non avesse recitato lo sketch.
Principalmente Kaufman non gradiva lo sketch perché era un riferimento alla controversa biografia di Elvis scritta da Albert Goldman e pubblicata nel 1981, che indugiava sulla vita privata del cantante. I critici della biografia avevano deriso il tono denigratorio dell'opera e lasciato intendere che fosse solo un espediente per farsi notare, ma il libro era comunque diventato un best seller. Kaufman disse che Goldman stava cercando di fargli causa dopo avegli visto criticare apertamente il suo libro in televisione, ma Kaufman sfidò ugualmente Goldman a un dibattito pubblico sul personaggio di Presley.

### La morte e l'eredità artistica

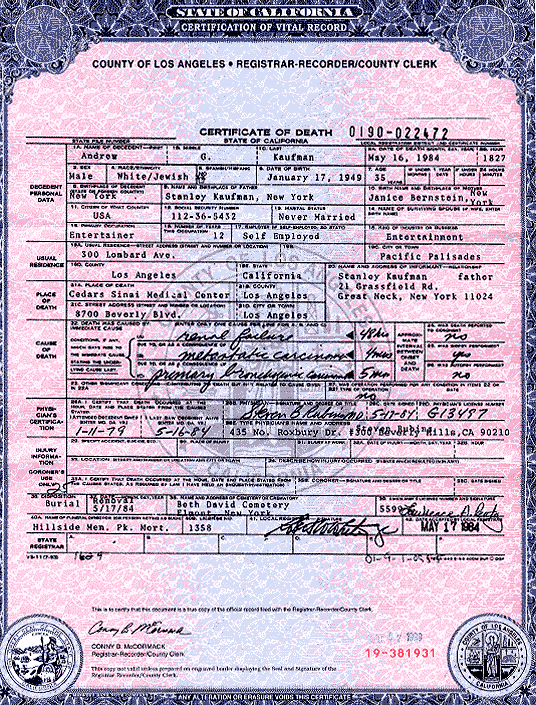
Certificato di morte di Andy Kaufman

Kaufman, che durante tutta la sua carriera professionale di giorno continuò a lavorare come inserviente al Jerry's Famous Deli, morì il 16 maggio 1984 per un cancro ai polmoni, e venne sepolto al Beth David Cemetery di Elmont, New York.
Molte persone dubitarono della morte di Kaufman per anni, ritenendo la sua scomparsa come la sua ultima e definitiva burla. Il sospetto nacque anche per via della causa di morte di Kaufman: il cancro ai polmoni è molto raro in un non-fumatore e in persone al di sotto dei 50 anni. Lo stesso Kaufman, in un'occasione, disse che prima o poi avrebbe inscenato la sua morte, per tornare venti anni dopo (16 maggio 2004), dando vita a una leggenda metropolitana.
Un'altra curiosa teoria che negli anni si è diffusa è quella secondo la quale Kaufman si sarebbe sottoposto a un profondo intervento di chirurgia plastica per alterare in maniera radicale il proprio aspetto e rendersi irriconoscibile. In questo modo Kaufman sarebbe ancora vivo e attivo oggigiorno, celato sotto la falsa identità di un qualche comico odierno.
Nel 2013, in risposta alle voci che Kaufman fosse ancora vivo e alle affermazioni da parte di un'attrice che affermava di essere la figlia di Kaufman, l'ufficio del coroner della contea di Los Angeles diffuse il certificato di morte dell'attore per confermarne il decesso e indicò il luogo di sepoltura presso il Beth David Cemetery.
Tuttavia, nel 2014 Bob Zmuda pubblicò Andy Kaufman: The Truth, Finally, un libro che corrobora la tesi che la morte di Kaufman sia stata effettivamente una burla messa in atto da lui stesso.

### Omaggi
La rock band R.E.M. ha dedicato una canzone a Kaufman, Man on the Moon, nel suo album Automatic for the People del 1992. La canzone è anche parte della colonna sonora del film omonimo, interamente composta dal gruppo statunitense, e del quale il frontman della band Michael Stipe è uno dei produttori.
Il nome della band alternative rock bresciana Kaufman è un omaggio allo showman.

## Filmografia

### Cinema
- God Told Me To, regia di Larry Cohen (1976)
- Frate Ambrogio (In God We Tru$t), regia di Marty Feldman (1980)
- Heartbeeps, regia di Allan Arkush (1981)
- My Breakfast with Blassie, regia di Linda Lautrec, Johnny Legend e Mark Shepard (1983)

### Televisione
- Stick Around - serie TV (1977)
- Taxi - serie TV (1978-1983)
- Fridays - 3 episodi (1981)
- The Fantastic Miss Piggy Show, regia di Jim Henson - film TV (1982)